# Tandemcykel

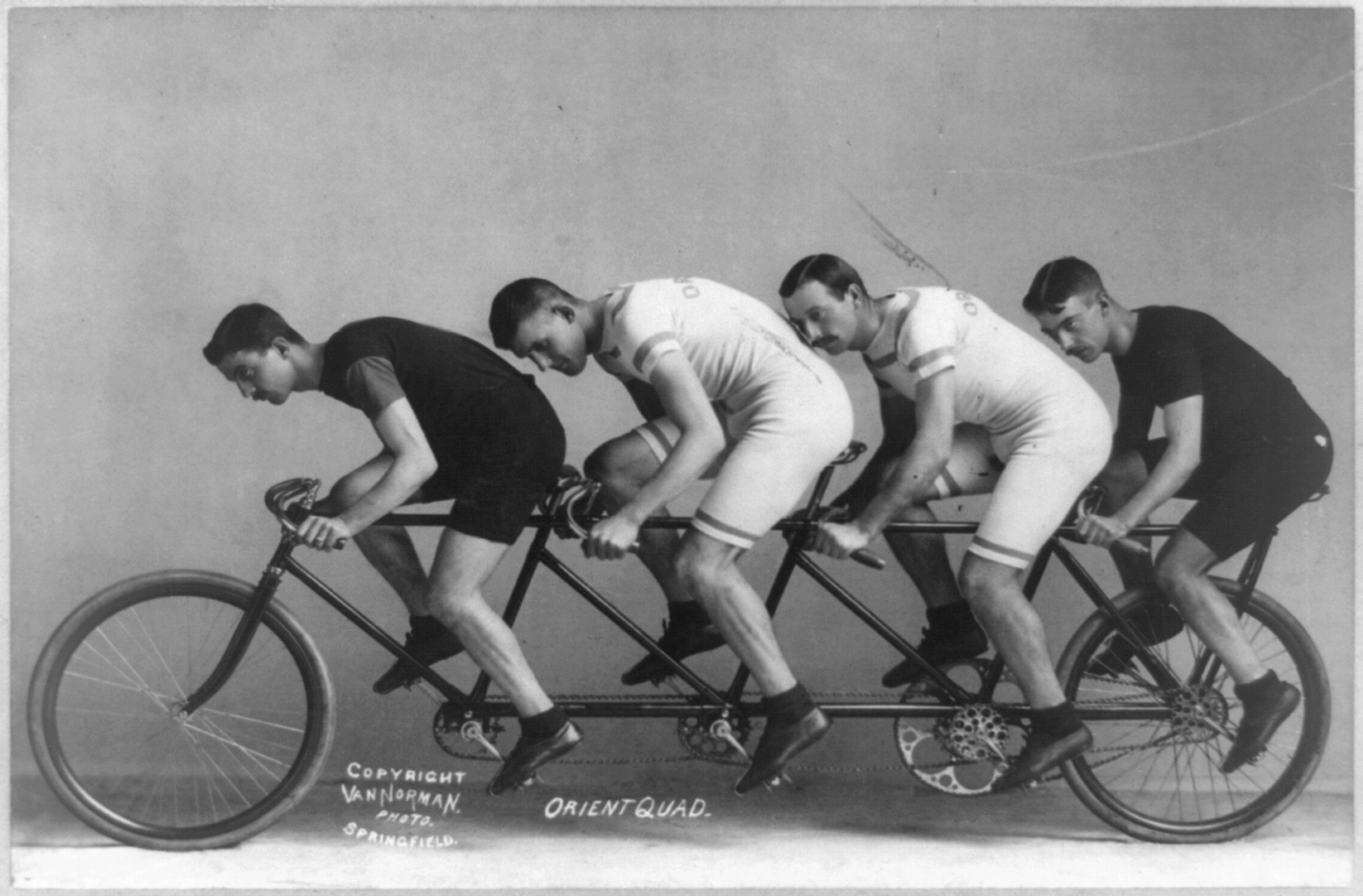
En fyrapersoners tandemcykel

Tandemcykel är en cykel som är byggd för att fler än en person ska cykla på den. Termen tandem syftar på sätenas arrangemang, inte antalet cyklister.

## Historia
Patent relaterade till tandemcykeln finns daterade från det sena 1800-talet. Modern teknologi har gjort tandemscyklarnas komponenter mycket stabila, och många tandemcyklar fungerar som välbyggda mountainbikecyklar eller vanliga vägcyklar.

## Prestanda
Medan tandemcykeln har nästan dubbel effekt från de två pedalerna, så har den ungefär samma luftmotstånd som en enpersonscykel. Högkvalitativa tandemcyklar kan väga mindre än dubbelt så mycket som en enkel cykel. Tandemcyklar kan uppnå en relativt hög hastighet, speciellt i nerförsbackar och på platta sträckor.

## Användning
Tandemcyklarna används bland annat i Paralympiska spelen, där synskadade har en kapten med bra syn som styr. 

## Varianter

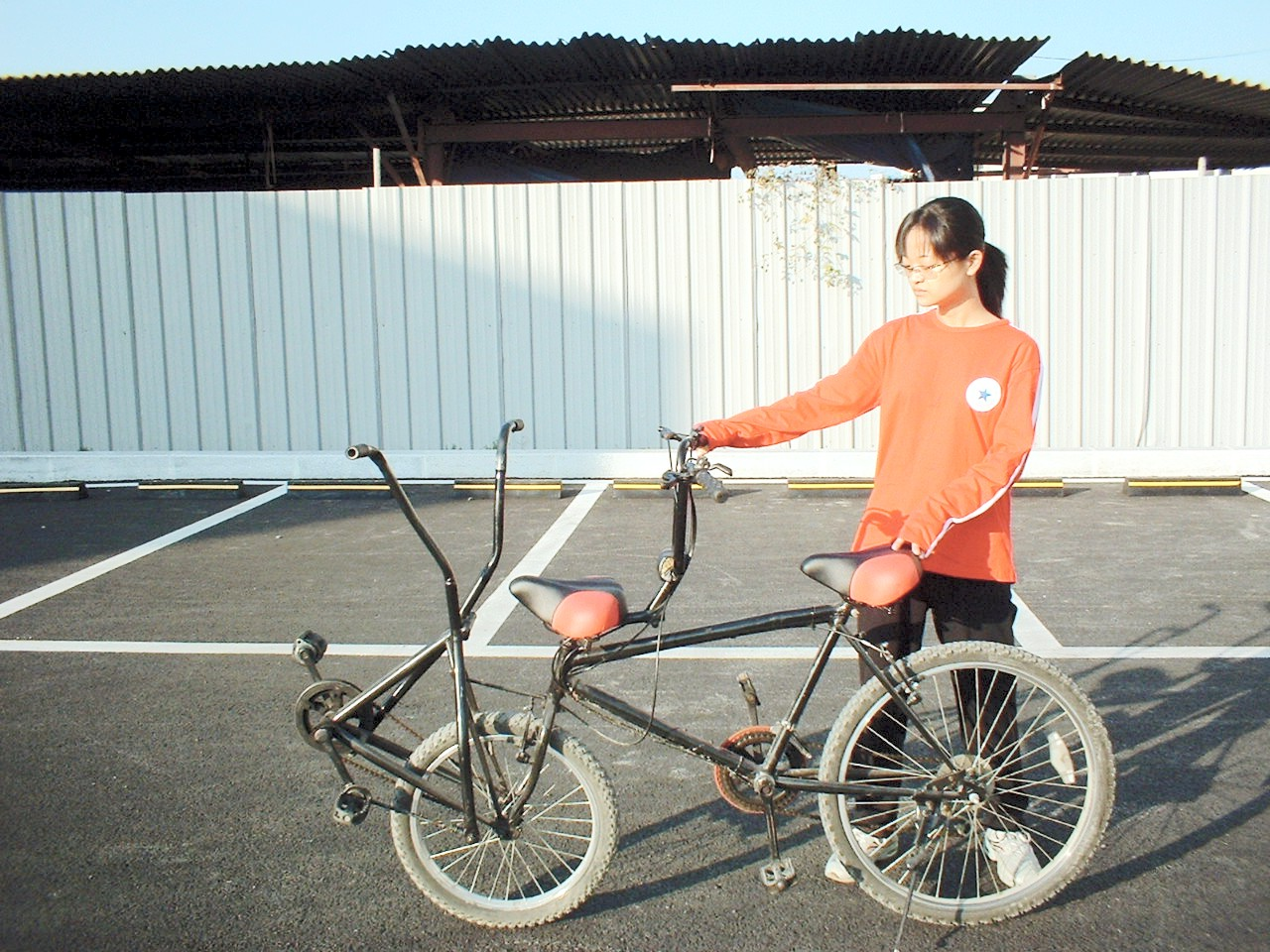
Tandemcykel med självständigt trampande
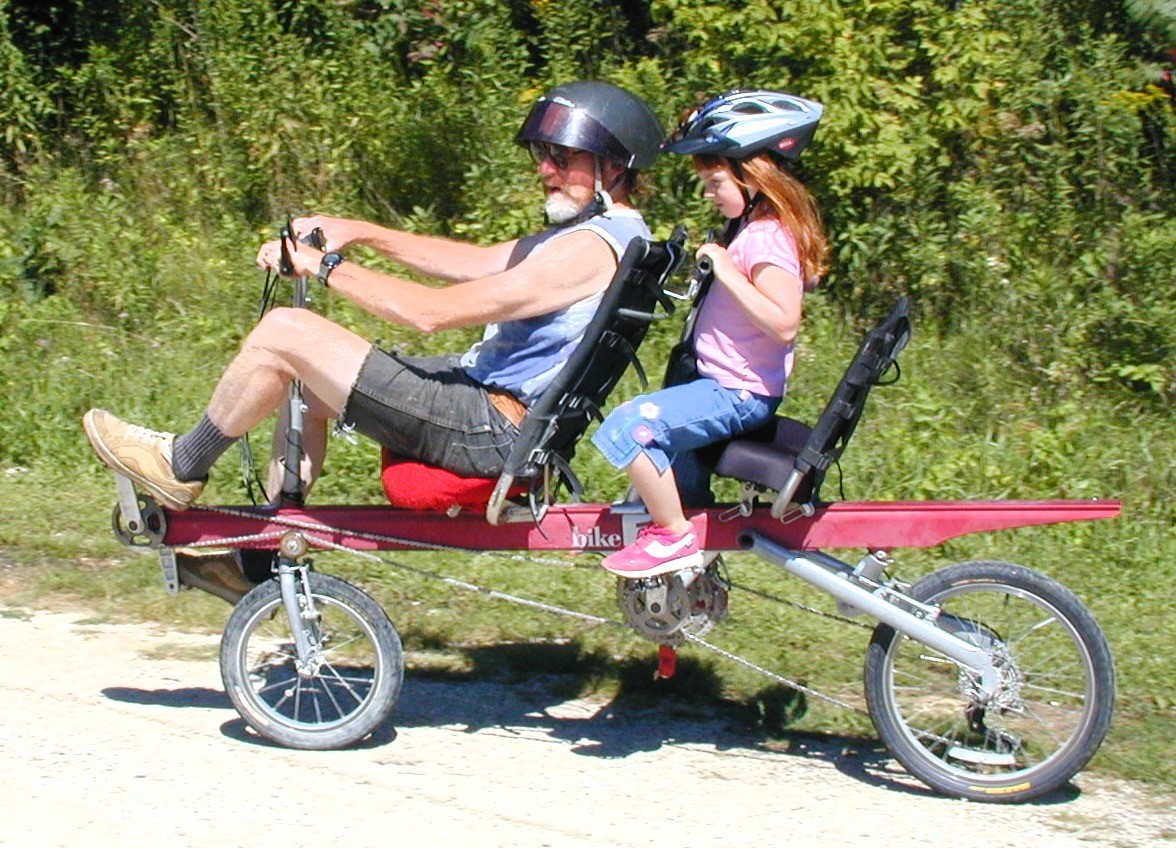
En tandemliggcykel